# Yaruro
Pour les articles homonymes, voir Yaruro (peuple).
Le yaruro, ou pumé, est une langue amérindienne isolée parlée dans les Llanos vénézuéliens.
La langue est parlée par 5 000 Yaruros qui résident dans l’État d'Apure .

## Écriture
| a | ã  | b | ch | chj | d | dy | e | ȩ | g | g̈  | i | ĩ | j | k | kj | m | n |
| ñ | ng | ö | õ  | o̧   | p | pj | r | r̃ | t | tj | u | ü | ü̃ | ũ | v  | y |   |

L’alphabet yaruro utilisé dans la traduction de la Bible utilise la cédille pour indiquer la nasalisation de certaines voyelles : ‹ a̧, i̧, ö̧, u̧ › ; et pour deux voyelles mi-ouvertes ‹ ȩ, o̧ ›.
Un alphabet yaruro officiel a été développé en 1983 après un atelier organisé pour unifié les alphabets déjà utilisés. Guerreiro 2015 utilise ‹ è › et ‹ ò › au lieu des lettres ‹ ę › et ‹ ǫ › (‹ ȩ › et ‹ o̧ › dans Rivas 2013), ainsi que ‹ ǖ › au lieu de ‹ ü̃ › mais utilise le tilde sur les autres voyelles nasalisés, ou ‹ gh › au lieu de ‹ g̈ ›.

## Prononciation
|                   | Bilabiale | Bilabiale | Dentale | Dentale | Alvéolaire | Post-alvéolaire | Palatale | Palatale | Vélaire | Vélaire | Glottale |
| ----------------- | --------- | --------- | ------- | ------- | ---------- | --------------- | -------- | -------- | ------- | ------- | -------- |
| Occlusive         | p         | b         | t       | d       |            |                 |          |          | k       | ɡ       |          |
| Occlusive aspirée | pʰ        |           | tʰ      |         |            |                 |          |          | kʰ      |         |          |
| Affriquée         |           |           |         |         |            |                 | c͡ç       | ɟ͡ʝ       |         |         |          |
| Affriquée aspirée |           |           |         |         |            | t͡ʃʰ             |          |          |         |         |          |
| Fricative         |           | β         |         |         |            |                 |          |          |         |         | h        |
| Nasale            |           | m         |         | n       |            |                 |          | ɲ        |         | ŋ       |          |
| Battue            |           |           |         |         | ɾ          |                 |          |          |         |         |          |

|            | Antérieure | Centrale | Postérieure | Postérieure |
| ---------- | ---------- | -------- | ----------- | ----------- |
| Fermée     | i ĩ        |          | ɯ ɯ̃         | u ũ         |
| Mi-fermée  | e          |          | ɤ           | o           |
| Mi-ouverte | ɛ ɛ̃        |          |             | ɔ ɔ̃         |
| Ouverte    |            | a ã      |             |             |